# Joseph Gillot
Joseph Gillot (Sheffield, 1799 – Birmingham, 1873) è stato un imprenditore inglese.

## Biografia

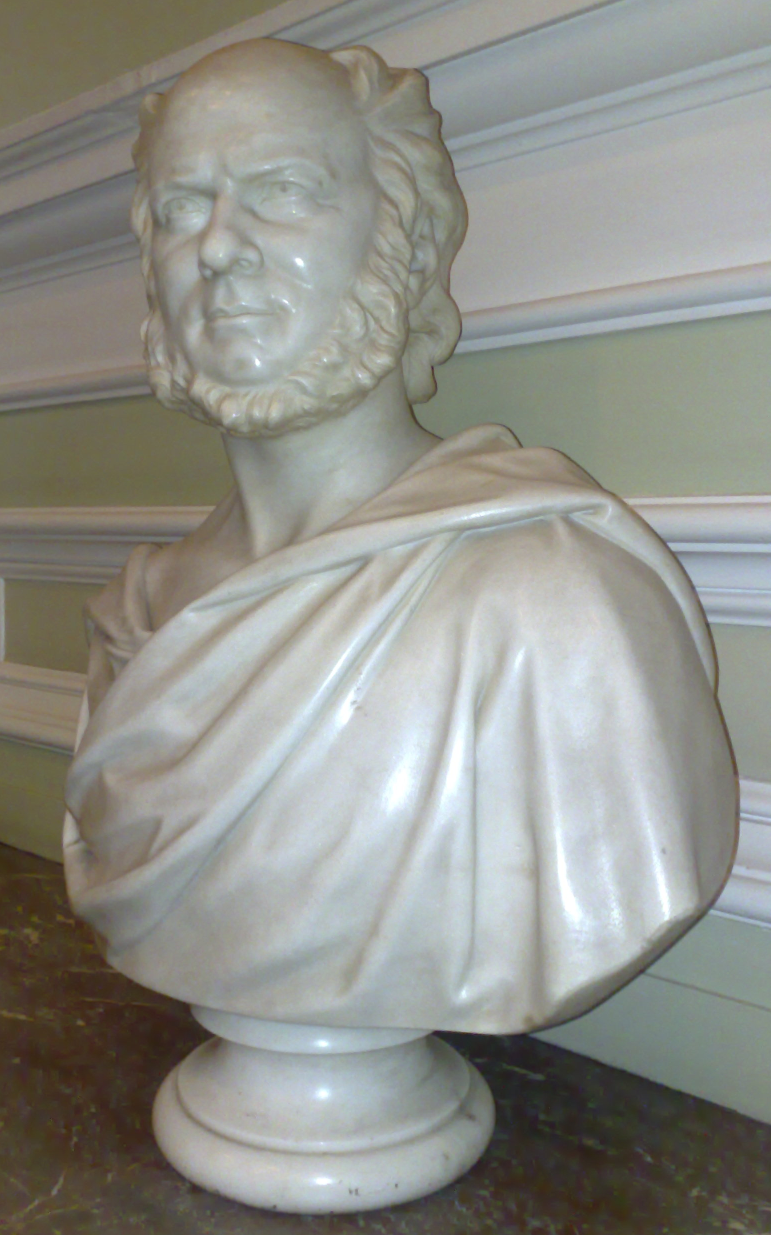
Busto of Gillott, in the foyer della Council House, Birmingham.

In origine era un fabbricante di posate, che fece fortuna grazie all'invenzione dei pennini in acciaio e che dal 1840 circa iniziò a collezionare opere della pittura inglese contemporanea, in particolare paesaggi ma anche quadri di genere come il Maiale arrosto di Webster.
Queste tele furono esposte in una galleria ad illuminazione zenitale, nella casa di Edgbaston a Birmingham. Gillot stesso trattò direttamente con numerosi artisti: Danby, Poole e Hayes lavorarono per lui e si creò una profonda amicizia con Turner, Linnell, Muller, David Cox e soprattutto Etty; tutti quanti arricchirono la sua collezione con numerosi quadri.
Acquistò anche alcune opere di Gainsborough, Constable, Crome, Nasmyth. Possedeva inoltre una sessantina di tele straniere, per la maggior parte paesaggi olandesi, tra cui alcuni di Cuyp, uno dei quali si trova ora alla National Gallery di Dublino.
Malgrado l'uso speculativo che il Gillot fece della sua raccolta, quest'ultima rimase una delle più famose collezioni costituite da uno di questi nuovi industriali inglesi, fautori della propria fortuna. La vendita della collezione Gillot nell'aprile-maggio 1872 presso Christie's segnò l'inizio di una spettacolare ascesa dei prezzi della pittura inglese del XIX secolo.